# Phil Hill
Philip Toll Hill Jr. (Miami, Florida, Estados Unidos; 20 de abril de 1927-Salinas, California, Estados Unidos; 28 de agosto de 2008) fue un piloto de automovilismo de velocidad estadounidense. Fue el primer estadounidense que ganó un campeonato de Fórmula 1, logrado en 1961. También resultó cuarto en 1959, quinto en 1960 y sexto en 1962, siempre como piloto de Scuderia Ferrari, obteniendo un total de tres victorias y 16 podios.
Además, Hill consiguió tres victorias en las 24 Horas de Le Mans de 1958, 1961 y 1962, tres en las 12 Horas de Sebring de 1958, 1959 y 1961, y dos en los 1000 km de Nürburgring de 1962 y 1966, entre otros logros en el Campeonato Mundial de Resistencia, en su mayoría también con Ferrari.

## Trayectoria
Hill creció en Santa Mónica, California, donde vivió toda su vida con una familia prominente a la cual no se sentía muy apegado. Más adelante, la música se convirtió en una toma de corriente y aprendió a tocar el piano, luego se sintió fascinado por los coches. Cuando tenía 12 años, su tía favorita le compró un Ford Modelo T, el cual desarmó muchas veces para entender su funcionamiento, y el chofer de su tía le enseñó a conducir. 
Después de dos años de estudios de administración de empresas en la Universidad de California, abandonó para convertirse en un ayudante de mecánico en un garaje de Los Ángeles, cuyo propietario era un piloto amateur. 
Phil Hill empezó a competir en automovilismo a una edad muy temprana, trabajando en Gran Bretaña como aprendiz de Jaguar en 1949 y fichando por el equipo Scuderia Ferrari de Enzo Ferrari en 1956.
Su debut en la Fórmula 1 fue en el Gran Premio de Francia de 1958 conduciendo un Maserati. Ese mismo año, ganó las 24 Horas de Le Mans con el belga Olivier Gendebien como compañero de equipo, conduciendo durante la mayor parte de la noche bajo una lluvia intensa. Él y Gendebien conseguirían la victoria en la famosa carrera de resistencia en 1961 y 1962.

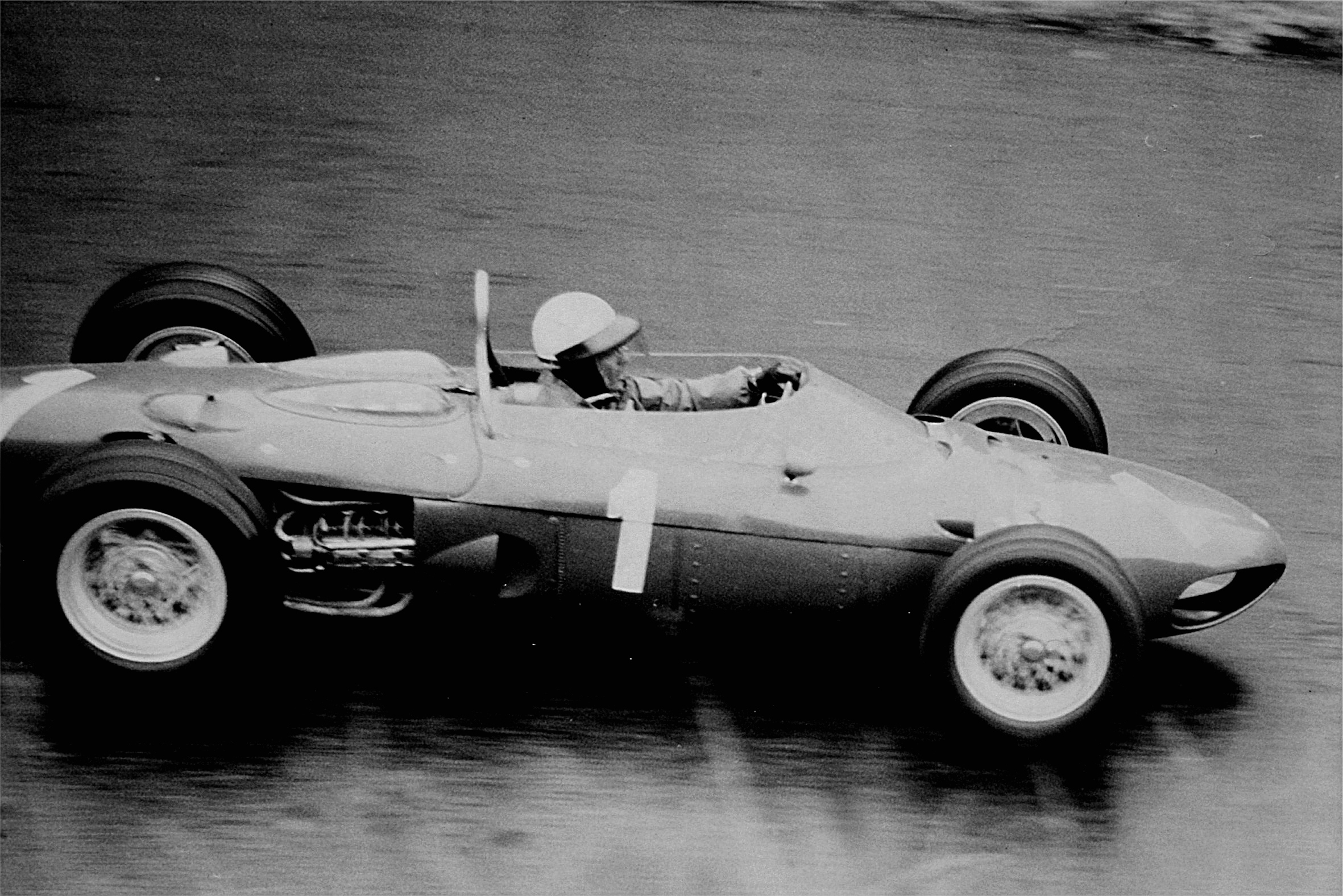
Phil Hill en el año 1962.

En 1961, Phil Hill ganó las 24 horas de Le Mans y el campeonato del mundo de Fórmula 1 para el equipo Ferrari, aunque dicha victoria fue en parte debida a la muerte de su compañero y principal competidor ante el título Wolfgang von Trips. Después de dejar Ferrari a finales del año 1962, continuó en la Fórmula 1 durante unos años hasta que dio el paso definitivo a las carreras de deportivos de la mano de Ford y los automóviles Chaparral de Jim Hall.
En 1961, cuando el nuevo 1.5 litros de la Fórmula 1 comenzó, Ferrari y el V6 156s fue el coches a batir. Al final de la temporada, el campeonato se redujo a una batalla entre Hill y su aristócrata alemán compañero de equipo, el conde Wolfgang von Trips. Su lucha por el título se llevó a cabo en un nefasto Gran Premio de Italia en Monza. En la segunda vuelta de von Trips su Ferrari tocó las ruedas con el Lotus de Jim Clark llegando a la multitud, matando a von Trips y 14 espectadores. Hill ganó la carrera, y el campeonato por un punto sobre su compañero de equipo muertos. Pero no hubo alegría para el triste vencedor, que era un portador del féretro en el funeral de von Trips.
A partir de entonces, la carrera de Hill en Fórmula 1 fue progresivamente cuesta abajo. Después de una temporada en Ferrari se trasladó a ATS, y luego Cooper, antes de retirarse de los monoplazas en 1964. Continuó deportivos de carreras por un tiempo, luego se retiró a California, donde su afición la restauración de coches se convirtió en un negocio lucrativo
Phil Hill tuvo la marca de haber ganado las primeras y últimas de su vida como corredor, la última victoria fue corriendo para Chaparral en el "BOAC 500" en 1967, en el circuito Brands Hatch de Inglaterra.
En 1991 fue integrado en el Salón de la Fama International del Deporte Motor.
"En retrospectiva, valió la pena", dijo Phil Hill. "Yo tenía una vida muy emocionante y aprendido mucho sobre mí mismo y los demás que yo nunca podría haber aprendido. Tipo de carreras de los lotes forzó una confrontación con la realidad. De personas pasan su vida en un estado que no es realmente destinada a ir a ninguna parte. "
Abatido por la enfermedad de Parkinson más adelante en la vida, Hill murió de complicaciones relacionadas con la condición en 2008, a los 81 años.
Su hijo Derek corrió en la Fórmula 3000 en 2003.

## Resultados

### Fórmula 1
(Clave) (negrita indica pole position) (cursiva indica vuelta rápida)

| Año     | Escudería                  | 1     | 2       | 3       | 4       | 5       | 6       | 7       | 8       | 9       | 10    | 11    | Pos. | Puntos  |
| ------- | -------------------------- | ----- | ------- | ------- | ------- | ------- | ------- | ------- | ------- | ------- | ----- | ----- | ---- | ------- |
| 1958    | Jo Bonnier                 | ARG   | MON     | NED     | 500     | BEL     | FRA 7   | GBR     |         |         |       |       | 10.º | 9       |
| 1958    | Scuderia Ferrari           |       |         |         |         |         |         |         | GER 9   | POR     | ITA 3 | MAR 3 | 10.º | 9       |
| 1959    | Scuderia Ferrari           | MON 4 | 500     | NED 6   | FRA 2   | GBR     | GER 3   | POR Ret | ITA 2   | USA Ret |       |       | 4.º  | 19      |
| 1960    | Scuderia Ferrari           | ARG 8 | MON 3   | 500     | NED Ret | BEL 4   | FRA 12  | GBR 7   | POR Ret | ITA 1   |       |       | 5.º  | 16      |
| 1960    | Yeoman Credit Racing Team  |       |         |         |         |         |         |         |         |         | USA 6 |       | 5.º  | 16      |
| 1961    | Scuderia Ferrari SpA SEFAC | MON 3 | NED 2   | BEL 1   | FRA 9   | GBR 2   | GER 3   | ITA 1   | USA     |         |       |       | 1º   | 34 (38) |
| 1962    | Scuderia Ferrari SpA SEFAC | NED 3 | MON 2   | BEL 3   | FRA     | GBR Ret | GER Ret | ITA 11  |         |         |       |       | 6.º  | 14      |
| 1962    | Porsche System Engineering |       |         |         |         |         |         |         | USA DNS | RSA     |       |       | 6.º  | 14      |
| 1963    | Automobili Turismo e Sport | MON   | BEL Ret | NED Ret |         | GBR     | GER     | ITA 11  | USA Ret | MEX Ret | RSA   |       | NC   | 0       |
| 1963    | Ecurie Filipinetti         |       |         |         | FRA NC  |         |         |         |         |         |       |       | NC   | 0       |
| 1964    | Cooper Car Company         | MON 9 | NED 8   | BEL Ret | FRA 7   | GBR 6   | GER Ret | AUT Ret | ITA     | USA Ret | MEX 9 |       | 19.º | 1       |
| 1966    | Anglo American Racers      | MON   | BEL     | FRA     | GBR     | NED     | GER     | ITA DNQ | USA     | MEX     |       |       | NC   | 0       |
| Fuente: |                            |       |         |         |         |         |         |         |         |         |       |       |      |         |

### 24 Horas de Le Mans
| Año     | Equipo                   | Copilotos          | Automóvil                 | Clase | Vueltas | Pos. | Pos. Clase |
| ------- | ------------------------ | ------------------ | ------------------------- | ----- | ------- | ---- | ---------- |
| 1953    | Rees T. Makins           | Fred Wacker Jr.    | O.S.C.A. MT-4             | S1.5  | 80      | DNF  | DNF        |
| 1955    | Scuderia Ferrari         | Umberto Maglioli   | Ferrari 735 LM            | S5.0  | 76      | DNF  | DNF        |
| 1956    | Scuderia Ferrari         | André Simon        | Ferrari 625 LM            | S3.0  | 107     | DNF  | DNF        |
| 1957    | Scuderia Ferrari         | Peter Collins      | Ferrari 335 S             | S5.0  | 2       | DNF  | DNF        |
| 1958    | Scuderia Ferrari         | Olivier Gendebien  | Ferrari 250 TR 58         | S3.0  | 305     | 1.º  | 1.º        |
| 1959    | Scuderia Ferrari         | Olivier Gendebien  | Ferrari 250 TR 59         | S3.0  | 263     | DNF  | DNF        |
| 1960    | Scuderia Ferrari         | Wolfgang von Trips | Ferrari 250 TR 59/60      | S3.0  | 22      | DNF  | DNF        |
| 1961    | Scuderia Ferrari         | Olivier Gendebien  | Ferrari 250 TRI/61        | S3.0  | 333     | 1.º  | 1.º        |
| 1962    | SpA Ferrari SEFAC        | Olivier Gendebien  | Ferrari 330 TRI/LM Spyder | E+3.0 | 331     | 1.º  | 1.º        |
| 1963    | David Brown Racing Dept. | Lucien Bianchi     | Aston Martin DP215        | P+3.0 | 29      | DNF  | DNF        |
| 1964    | Ford Motor Company       | Bruce McLaren      | Ford GT Mk.I              | P5.0  | 192     | DNF  | DNF        |
| 1965    | Shelby-American Inc.     | Chris Amon         | Ford GT40X                | P5.0  | 89      | DNF  | DNF        |
| 1966    | Chaparral Cars Inc.      | Jo Bonnier         | Chaparral 2D              | P+5.0 | 111     | DNF  | DNF        |
| 1967    | Chaparral Cars Inc.      | Mike Spence        | Chaparral 2F              | P+5.0 | 225     | DNF  | DNF        |
| Fuente: |                          |                    |                           |       |         |      |            |

| Predecesor: Jack Brabham | Campeón de Fórmula 1 1962 | Sucesor: Graham Hill |